# North Sioux City
North Sioux City és una població dels Estats Units a l'estat de Dakota del Sud. Segons el cens del 2000 tenia 2.288 habitants.

## Demografia
Segons el cens del 2000, North Sioux City tenia 2.288 habitants, 916 habitatges, i 621 famílies. La densitat de població era de 394,4 habitants per km².
Dels 916 habitatges en un 37,2% hi vivien nens de menys de 18 anys, en un 51,3% hi vivien parelles casades, en un 11,8% dones solteres, i en un 32,1% no eren unitats familiars. En el 25% dels habitatges hi vivien persones soles el 7,9% de les quals corresponia a persones de 65 anys o més que vivien soles. El nombre mitjà de persones vivint en cada habitatge era de 2,5 i el nombre mitjà de persones que vivien en cada família era de 2,99.
Per edats la població es repartia de la següent manera: un 27,1% tenia menys de 18 anys, un 9,3% entre 18 i 24, un 32,3% entre 25 i 44, un 20,7% de 45 a 60 i un 10,6% 65 anys o més.
L'edat mediana era de 34 anys. Per cada 100 dones de 18 o més anys hi havia 104,2 homes.
La renda mediana per habitatge era de 39.333 $ i la renda mediana per família de 44.926 $. Els homes tenien una renda mediana de 31.800 $ mentre que les dones 22.480 $. La renda per capita de la població era de 21.416 $. Entorn del 5% de les famílies i el 5,7% de la població estaven per davall del llindar de pobresa.

## Poblacions més properes
El següent diagrama mostra les poblacions més properes.